# 挪威LGBT權益
挪威如同多數斯堪地納維亞國家，社會風氣普遍較為自由、開放，亦尊重女同性戀者、男同性戀者、雙性戀者與跨性別者（LGBT）的公民權益；它也是全世界第一個在特定地區制定保障同性戀者之反歧視法的國家。
和其他北歐國家一樣，挪威被視為世界上對同性戀最友好的國家之一。根據民意調查，挪威公眾對同性婚姻的支持率非常高。

## 法律

### 同性性行為
挪威自1972年4月21日立法將同性性行為除罪化、承認其合法性。同時，無論性別、性傾向，同意年齡皆為16歲。
2022年4月除罪化50周年之際，挪威首相約納斯·加爾·斯特勒代表挪威政府正式向曾因同性性行為而被定罪者道歉。

## 概要
| 項目                                                          | 合法性     |
| ------------------------------------------------------------- | ---------- |
| 同性性行為合法性                                              | 自1972年   |
| 同意年齡一致                                                  | 自1972年   |
| 同性戀者可在軍界公開性傾向                                    | 自1979年   |
| 反歧視法適用於商品及服務法規                                  | 自1981年   |
| 反歧視法適用於所有其他領域（包括：間接歧視、仇恨言論）        | 自1981年   |
| 有限制之承認同性伴侶關係（如未登記之同居關係）                | 自1991年   |
| 承認同性伴侶關係（如登記伴侶關係）                            | 自1993年   |
| 同性伴侶移民權利                                              | 自1993年   |
| 反歧視法保障受雇權                                            | 自1998年   |
| 性別更動權力                                                  | 自2000年   |
| 同性婚姻                                                      | 自2009年   |
| 同性伴侶之共同領養及繼子女領養皆為合法                        | 自2009年   |
| 已婚或伴侶關係穩定之女同性戀者進行體內/體外人工受精之合法管道 | 自2009年   |
| 允許男男性接觸者（MSM）進行捐血                               | (在審議中) |